# Joganville
Joganville – miejscowość i gmina we Francji, w regionie Normandia, w departamencie Manche.
Według danych na rok 1990 gminę zamieszkiwało 71 osób, a gęstość zaludnienia wynosiła 25 osób/km² (wśród 1815 gmin Dolnej Normandii Joganville plasuje się na 815. miejscu pod względem liczby ludności, natomiast pod względem powierzchni na miejscu 1049.).